# Wilhelminalaan 1
Villa Vlierstruik aan de Wilhelminalaan 1 is een gemeentelijk monument in Baarn in de provincie Utrecht. Het huis staat in het Wilhelminapark dat onderdeel is van  rijksbeschermd dorpsgezicht Prins Hendrikpark e.o.

## Oorsprong
Villa Lijsterhof is in 1907 gebouwd naar een ontwerp van J.C. van Epen. De villa is in landhuisstijl gebouwd. Zij ligt op de hoek van de Wilhelminalaan en de Ringlaan. Vroeger heette de villa 'De Vlierstruik'.

## Bewoning
De villa werd in 1917 bewoond door ing. G.C. Veltman.